# Robert Wise
Robert Earl Wise (Winchester, 10 de setembro de 1914 - Los Angeles, 14 de setembro de 2005) foi um cineasta e produtor estadunidense.

## Biografia
Wise queria ser jornalista, mas a depressão   econômica mudou seus planos e ele foi parar na RKO Pictures, carregando latas de filmes. Virou montador de som (e, como tal, seu nome integra o da equipe de "O Delator", de John Ford). Passou a montador em 1939, mas só dois anos depois Orson Welles irrompeu em sua vida, com o cultuado "Cidadão Kane".
Três anos mais tarde, cooptado pelo produtor Val Lewton, o próprio Wise assinou seu primeiro longa como diretor. "A Maldição do Sangue de Pantera" (codireção de Gunther Friesch) foi o primeiro de uma série de filmes fantásticos que realizou ao longo de sua carreira. Fez filmes notáveis como Helena de Troia, Somebody Up There Likes Me e Desafio do além. Mas se consagrou com dois musicais. Em 1960 realizou "Amor sublime amor" que é considerado um dos cinco melhores musicais de toda a história. Wise ganhou o Oscar de melhor diretor e de melhor filme em duas ocasiões: por Amor sublime amor e por "A noviça rebelde" que se tornou a maior bilheteria de todos os tempos ajudando a alavancar a carreira do diretor e da estrela do filme: Julie Andrews. Faleceu aos 91 anos em 14 de setembro de 2005 e em Los Angeles, de insuficiência cardíaca.

## Filmografia de Robert Wise
- The Curse of the Cat People (A maldição do sangue da pantera), 1944
- Mademoiselle Fifi 1944
- A Game of Death (Fera humana), 1945
- The Body Snatcher  (O túmulo vazio), 1945
- Criminal Court  (Absolvida), 1946
- Born to Kill (Nascido para matar), 1947
- Mystery in Mexico (Mistério no México), 1948
- Blood on the Moon (Sangue na Lua), 1948
- The Set-up (Punhos de campeão), 1949
- Two Flags West (Entre dois juramentos), 1950
- Three Secrets (Os três segredos), 1950
- House on Telegraph Hill (Terrível suspeita), 1951
- The Day the Earth Stood Still (O dia em que a Terra parou), 1951
- The Captive City (Cidade cativa), 1952
- Something for the Birds (Falsa verdade), 1952
- The Desert Rats (Ratos do deserto), 1953
- Destination Gobi (Prisioneiros da Mongólia), 1953
- So Big (Meu filho, minha vida), 1953
- Executive Suite (Um homem e dez destinos), 1954
- Helen of Troy (Helena de Tróia), 1955
- Tribute to a Bad Man (Honra a um homem mau), 1956
- Somebody Up There Likes Me (Marcado pela sarjeta), 1956
- Until They Sail (Esta noite ou nunca), 1957
- This Could Be the Night (Famintas da amor), 1957
- Run Silent, Run Deep (O mar é nosso túmulo), 1958
- I Want to Live!, 1958
- Odds Against Tomorrow (Homens em fúria), 1959
- West Side Story (br: Amor, sublime amor / pt: West Side Story), 1961
- Two for the Seesaw (Dois na gangorra), 1962
- The Haunting (Desafio ao além), 1963
- The Sound of Music (br: A noviça rebelde / pt: Música no coração), 1965
- The Sand Pebbles (O canhoneiro do Yang-Tsé), 1966
- Star! (A estrela), 1968
- The Andromeda Strain (O enigma de Andrômeda), 1972
- Two People (Amor sem promessas) 1973
- The Hindenburg (O dirigível Hindenburg), 1975
- Audrey Rose (As duas vidas de Audrey Rose), 1977
- Star Trek: The Motion Picture (br: Jornada nas Estrelas: O Filme / pt: Caminho das Estrelas: O Filme), 1979
- Rooftoops (Nos telhados de Nova York), 1989
- A Storm in Summer, 2000 (para televisão)

## Prémios e nomeações
- Recebeu três nomeações ao Óscar de melhor filme, por West Side Story (1961), The Sound of Music (1965) e The Sand Pebbles (1966); venceu por West Side Story e The Sound of music.
- Recebeu três nomeações ao Óscar de melhor realizador, por Quero Viver! (1958), West Side Story (1961) e The Sound of Music (1965); venceu por West Side Story e The Sound of Music.
- Recebeu uma nomeação ao Óscar de melhor edição, por Citizen Kane (1941).
- Ganhou o Prémio Irving G. Thalberg, concedido pela Academia de Artes e Ciências Cinematográficas, em 1967.
- Recebeu três nomeações ao Globo de Ouro de melhor realizador, por The Haunting (1963), The Sound of Music (1965) e The Sand Pebbles (1966).